# Viladrau
Viladrau település Spanyolországban, Girona tartományban. Viladrau Sant Sadurní d’Osormort, Espinelves, Arbúcies, Montseny, El Brull, Seva, Taradell és Sant Julià de Vilatorta községekkel határos. Lakosainak száma 1172 fő (2024).

## Népesség
A település népessége az elmúlt években az alábbi módon változott:
| Lakosok száma | 466  | 1036 | 954  | 816  | 802  | 959  | 1100 | 1037 | 1040 | 1172 |
|               | 1717 | 1887 | 1936 | 1960 | 1986 | 2004 | 2009 | 2014 | 2019 | 2024 |